# علف قوش چتری
علف قوش چتری (نام علمی: Hieracium umbellatum) نام یک گونه از سرده علف قوش است.